# Pomeni imen asteroidov: 33001–34000
Pregled pomenov imen asteroidov (malih planetov) od številke 33001 do 3400, ki jim je Središče za male planete dodelilo številko in so pozneje dobili tudi uradno ime  v skladu z dogovorjenim načinom imenovanja. Pregled je preverjen z Schmadelovim “Slovarjem imen malih planetov” (“Dictionary of Minor Planet Names”). 
Pregled pojasnjuje izvor oziroma pomen imen asteroidov, ki ga je priznala Mednarodna astronomska zveza (IAU). Nekateri asteroidi imajo imajo dodatno pojasnilo o izvoru imena, ki pa vedno ni popolnoma zanesljivo (oznaka “†” ali “‡“). Pojasnilo o izvoru imena, ki je označeno z * je potrebno preveriti ali poiskati še v “Slovarju imen malih planetov”.
| Ime                  | Začasna oznaka | Izvor imena |
| 33001–33100          | 33001–33100    | 33001–33100 |
| -------------------- | -------------- | --- |
| 33004 Dianesipiera   | 1997 EP        | Diane M. Sipiera, ameriški izvršni direktor Ustanova za planetarne študije, (Planetary Studies Foundation ) pisatelj in operater v Planetariju Star-Lab (Star-Lab Planetarium ) †                                                                       |
| 33010 Enricoprosperi | 1997 EO30      | Enrico Prosperi, italijanski astronom, lastnik toskanskega Observatorija Castelmartini (Osservatorio Castelmartini) † |
| 33056 Ogunimachi     | 1997 UG15      | mesto Ogunimači, prefektura Nigata, Japonska, znana po posebnem japonskem papirju vaši (tudi vagami) † |
| 33058 Kovařík        | 1997 UP20      | Oton Kovařík, češko-ameriški igralec, govornik in slikar ter njegova žena igralka Dása † |
| 33061 Václavmorava   | 1997 VA1       | Václav Morava, 20th-century češki psihiater, slikar, grafik, kipar, glasbenik, esejist in pesnik † |
| 33100 Udine          | 1997 YK9       | Videm, Italija, glavno mesto Videmske pokrajine v zgodovinski regiji Furlanija in italijanski deželi Furlanija-Julijska krajina † |
| 33101–33200          |                | |
| 33103 Pintar         | 1997 YA12      | James Anthony Pintar, ameriški fizik in helioseizmolog † |
| 33154 Talent         | 1998 DT15      | David L. Talent, ameriški vodja prenosa kamere NEAT (Near-Earth Asteroid Tracking) do 1,2 m Optičnega in superračunalniškega observatorija letalskih sil Maui (Air Force Maui Optical and Supercomputing observatory ali AMOS) teleskopa na Haleakali † |
| 33157 Pertile        | 1998 DF20      | Tomás Pertile, češki ljubiteljski astronom † |
| 33179 Arsenewenger   | 1998 FY15      | Arsène Wenger, francoski upravitelj angleškega nogometnega kluba Arsenal F.C. † |
| 33201–33300          |                | |
| 33301–33400          |                | |
| 33330 Barèges        | 1998 SW        | občina Barèges, Francija, ob vznožju gore Pic du Midi † |
| 33376 Medi           | 1999 CZ8       | Enrico Medi, italijanski fizik † |
| 33377 Večerníček     | 1999 CR9       | Večerníček, češka televizijska animirana figura † |
| 33401–33500          |                | |
| 33433 Maurilia       | 1999 EZ4       | Maurilia Sposetti, sestra odkritelja † |
| 33478 Deniselivon    | 1999 GB        | Denise Selivon, brazilski biolog in profesor na Univerzi v São Paulu † |
| 33480 Bartolucci     | 1999 GA1       | Osvaldo Bartolucci, italijanski direktor Astronomskega observatorija di Alpette † |
| 33501–33600          |                | |
| 33528 Jinzeman       | 1999 HL        | Jindřich Zeman, češki ljubiteljski astronom, dobitnik nagrade Františka Nušla (leta 1942), ki jo podeljuje Češka stronomska družba † |
| 33529 Henden         | 1999 HA1       | Arne A. Henden, ameriški astronom, soavtor knjige Astronomska fotometrija (Astronomical Photometry), direktor Ameriške zveze opazovalcev spremenljivih zvezd (Association of Variable Star Observers ali AAVSO) †                                       |
| 33532 Gabriellacoli  | 1999 HV2       | Gabriella Coli, italijanska osnovnošolska učiteljica odkritelja † |
| 33544 Jerold         | 1999 JY8       | Jerold Z. Kaplan, ameriški zdravnik, kirurg in ljubiteljski astronom † |
| 33553 Nagai          | 1999 JQ17      | prefektura Nagai, Yamagata, Japonska, kjer je padel meteorit leta [[1922] † |
| 33601–33700          |                | |
| 33701–33800          |                | |
| 33746 Sombart        | 1999 OK        | Jean-Pierre Sombart, francoski ljubiteljski astronom † |
| 33747 Clingan        | 1999 PK4       | Roy Clingan, ameriški ljubiteljski astronom † |
| 33750 Davehiggins    | 1999 RD2       | David J. Higgins, avstralski analitik poslovanja in ljubiteljski astronom, operater na Observatoriju Hunters Hill † |
| 33799 Myra           | 1999 UV2       | Myra J. Halpin, ameriška finalistka na tekmovanju Nasin učitelj v vesolju (1985) in Vzgojitelj astronavt učitelj (Educator Astronaut Teacher ) (2004) †                                                                                                 |
| 33800 Gross          | 1999 VB7       | John Gross, ameriški ljubiteljski astronom † |
| 33801–33900          |                | |
| 33863 Elfriederwin   | 2000 JH7       | Elfriede in Erwin Schwab, starejši, starša prvega odkritelja † ‡ |
| 33994 Regidufour     | 2000 OR1       | Reginald Dufour, ameriški astronom † |
| 33901–34000          |                | |

| Predhodnik: 32001–33000 | Pomeni imen asteroidov Seznam asteroidov (33001-33250) Seznam asteroidov (33251-33500) Seznam asteroidov (33501-33750) Seznam asteroidov (33751-34000) | Naslednik: 34001–35000 |